# 治螟磷
治螟磷或硫特普（英語：Sulfotep），化学名二硫代焦磷酸四乙酯或四乙基二硫代焦磷酸酯（英語：tetraethyldithiopyrophosphate，缩写TEDP）是一种具有触杀、内吸和熏蒸作用的有机磷杀虫剂，常温下为具有类似大蒜气味的淡黄色油状液体，属于高毒农药。其对昆虫具有胆碱能性效果，通过抑制昆虫周围神经和中枢神经系统胆碱酯酶活性，干扰突触利用乙酰胆碱的信号通路来达到灭虫效果。截止至2017年，除巴西等少数国家外，因其急性毒性已被欧盟、美国和中国等多个国家禁止作为杀虫剂使用。

## 历史
治螟磷最初由德国拜耳于1946年投入商业市场，随后于1951年在美国注册通过。美国国家环境保护局（EPA）于1988年9月颁布了治螟磷的注册标准，翌年制定计划，规定治螟磷将于2002年9月30日前停止生产并于2004年9月30日前全面禁止治螟磷的持有和销售。2002年欧盟计划将于2007年3月前从市场全面撤回治螟磷，2013年10月31日中国大陆将治螟磷列入禁用农药名单。

## 理化性质
治螟磷常温下为具有类似大蒜气味的淡黄色油状液体，比重为1.196 (25 °C)，市售常为其液体或吸有治螟磷的固体颗粒形式。在水中溶解度为30 mg/L，微溶于石油醚，能与正己烷、二氯甲烷，2-丙醇、甲苯等大部分有机溶剂混溶。
治螟磷在中性和碱性条件下容易水解产生乙醇、磷酸和硫化氢，但在水中水解较慢。与强氧化剂反应会释放出有毒磷氧化物气体，与氢化物等强还原剂反应会释放有毒PH3气体。受热会分解产生有毒磷、硫氧化物烟雾。对铁有腐蚀作用。

## 制备
治螟磷由焦磷酸四乙酯（TEPP）与硫反应制备得到。对于TEPP的制备，一种方法是采用氯磷酸二乙酯在水中反应得到，氯磷酸二乙酯中氯原子被羟基取代形成磷酸二乙酯和HCl，磷酸二乙酯与一分子未反应的氯磷酸二乙酯脱去一分子HCl就形成TEPP，此外该反应常用吡啶中和生成的HCl，也可采用碳酸钠水溶液进行中和。

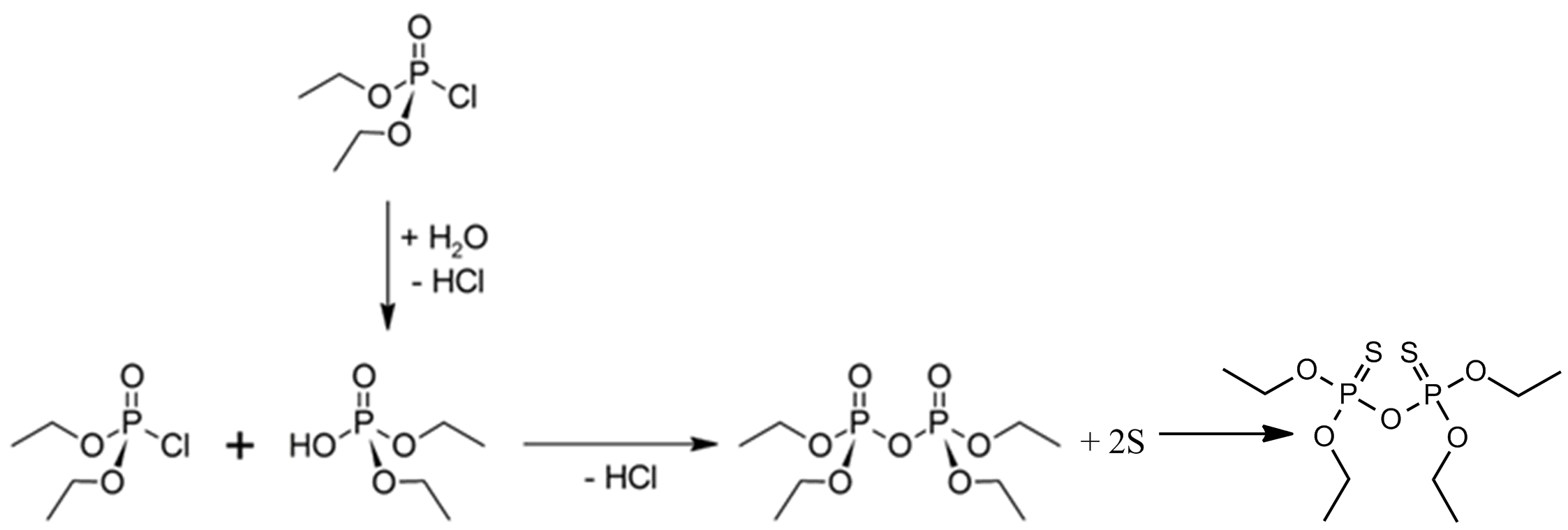
治螟磷的合成方法

## 应用
治螟磷可作为非系统性杀虫剂、灭螨剂和熏蒸剂使用，通过触杀、呼吸作用起效。并常通过在温室内熏蒸方法用于控制作物、观赏植物以及蘑菇中的叶螨、粉蚧、粉虱、蚜虫和蓟马数量。但因其以熏蒸形式使用，残留率较低，控制效果要弱于DDT，与对硫磷相当。美国EPA限定治螟磷熏蒸剂中药物浓度为14-15%。
治螟磷不同于焦磷酸四乙酯，除几种菊花、兰花和月季外其对植物没有毒性，但是偶尔会对植物造成诸如叶片轻微起皱和卷曲等轻微损害。20世纪40年代末一项测试表明，治螟磷是几种对蔬菜上的粉虱、月季上的二斑叶螨以及多种植物上的粉蚧毒性最强物质之一。同时实验显示每1000立方英尺（28.3 m3）采用0.5 g的5%治螟磷熏蒸形成的气溶胶可完全杀灭无耐药的二斑叶螨，对产生耐药的二斑叶螨也达到了68-97%的杀灭率。在该测试中，除了粉蚧杀灭率为98%，其他大部分昆虫杀灭率达到100%。无耐药叶螨暴露于5%治螟磷后，2分钟内杀灭率为88%，5分钟内可提高至98-99%，15分钟可杀灭完全。

## 作用机制
治螟磷作用机制和其他有机磷农药一样，通过不可逆抑制乙酰胆碱酯酶（AchE），使得神经突触释放的乙酰胆碱不能及时被乙酰胆碱酯酶降解，进而导致胆碱能信号传递受阻，积蓄的乙酰胆碱让人畜和虫的神经处于持续兴奋状态，从而引发有机磷农药中毒现象。

## 代谢

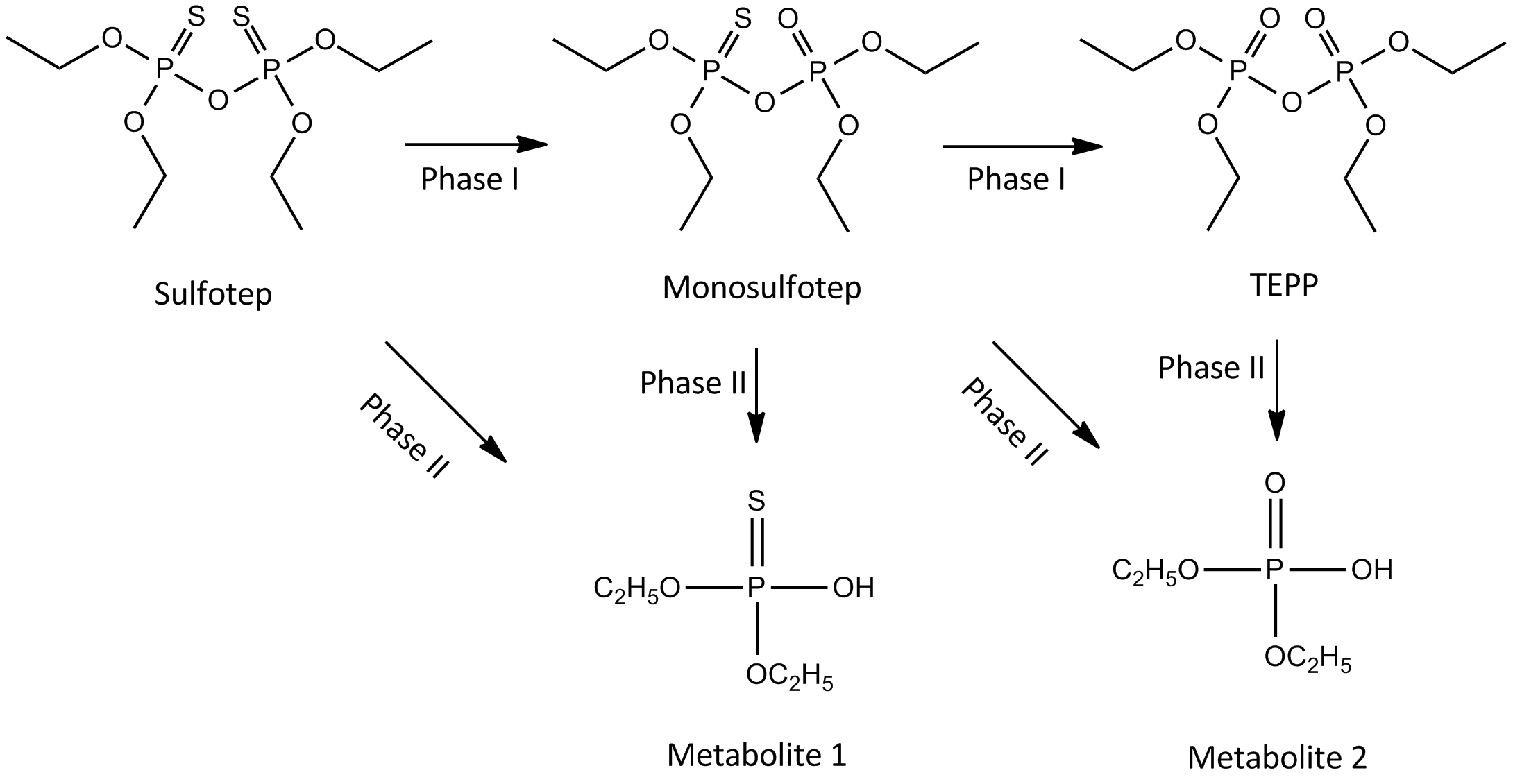
治螟磷代谢或降解途径
土壤降解：治螟磷→一硫代焦磷酸四乙酯→TEPP
植物：上述途径均可
大鼠：治螟磷→硫代磷酸二乙酯（左下）

### 生物与环境效应
动物经皮肤吸收、口服、吸入均可有效摄入治螟磷，治螟磷在哺乳动物体代谢成硫代磷酸二乙酯，然后经尿液排出。在植物体内会代谢成一硫代焦磷酸四乙酯（monosulfotep）、焦磷酸四乙酯（TEPP）、硫代磷酸二乙酯和磷酸二乙酯。在环境中经氧化脱硫降解形成一硫代焦磷酸四乙酯和焦磷酸四乙酯。

### 代谢
在第一阶段，治螟磷被细胞色素P450或含有FAD的单加氧酶脱硫，分子中的硫元素被氧取代，形成一硫代焦磷酸四乙酯和TEPP。反应途中一个反应活性很强的磷-氧杂环中间体，该中间体可与乙酰胆碱酯酶结合引发毒性反应。
在第二阶段，前述代谢产物进一步被A型酯酶介导的水解反应转化形成硫代磷酸二乙酯和磷酸二乙酯。

### 排泄
一项在大鼠上展开的放射性标记的治螟磷代谢实验显示，大鼠口服0.4 mg治螟磷后经肾脏（尿液）和肝脏（胆汁）完全代谢。88-96%的治螟磷代谢成硫代磷酸二乙酯，4-12%代谢成磷酸二乙酯；两种代谢产物85-91%经尿液排出，5-6%经粪便排出。

## 毒性

### 动物急性毒性
治螟磷对鱼类、水生无脊椎动物以及鸟类等多种野生动物均有毒性。
其对不同动物毒性如下表，幸存的动物在1至4天内完全康复。
| 接触方式             | 毒性强度  |
| -------------------- | --------- |
| 吸入                 | mg/m3     |
| 小鼠，1小时          | 155       |
| 小鼠，4小时          | 40        |
| 大鼠，1小时          | 160-330   |
| 大鼠，4小时          | 38-59     |
| 口服半数致死量       | mg/kg     |
| 猫                   | 3         |
| 狗                   | 5         |
| 小鼠                 | 21.5-29.4 |
| 兔                   | 25        |
| 大鼠                 | 5-13.8    |
| 皮肤接触半数致死量   | mg/kg     |
| 大鼠，4小时          | 262       |
| 大鼠，7天            | 65        |
| 静脉注射半数致死量   | μg/kg     |
| 小鼠                 | 300       |
| 肌肉注射半数致死量   | μg/kg     |
| 小鼠                 | 500       |
| 大鼠                 | 55        |
| 腹膜内注射半数致死量 | μg/kg     |
| 小鼠                 | 940       |
| 大鼠                 | 6600      |
| 皮下注射半数致死量   | mg/kg     |
| 小鼠                 | 8         |

### 慢性和亚慢性毒性
在大鼠身上进行的研究表明，长期接触低浓度的治螟磷没有展示出毒性。在最高暴露浓度为2.83 mg/m3，一周暴露5日，每日持续6小时，共持续12周下，大鼠外表、行为和体重无变化，观察到血浆胆碱酯酶活性降低但红细胞胆碱酯酶未被影响，雌性大鼠肺部重量增加。在更低的暴露浓度下则没有发生上述变化，与既定的人最大允许接触限值0.2 mg/m3结果相一致。大鼠口服0至50 ppm治螟磷三个月，除血浆和红细胞胆碱酯酶活性下降外未观察到其他现象。狗口服 0、0.5、3、5、15或75 ppm治螟磷13 周（相当于 0-3.07 mg/kg/日）后进食减少，体重减轻，3和75 ppm以上分别开始对血浆胆碱酯酶、红细胞乙酰胆碱酯酶活性产生抑制；15 ppm开始偶发腹泻和呕吐，浓度升至75 ppm腹泻、呕吐变得常见。但脑胆碱酯酶活性未受到影响。

### 中毒症状与治疗
治螟磷中毒症状属有机磷中毒。不同暴露方式，如吸入、食入、经皮吸收以及经眼接触之间产生的症状有所不同。但总体上根据已有温室工人中毒的案例显示，在摄入治螟磷1小时内会出现恶心或头痛。几小时后会出现出现腹泻和呕吐。吸入治螟磷会出现方向迷失，呼吸困难。达到中毒计量会导致昏迷或24小时后死亡，因此中毒后24小时内进行救治十分重要。若未达到中毒剂量，则症状会在24小时后消失。其他中毒症状还包括过度流涎症（俗称“口吐白沫”）、出汗、肌肉无力和抽搐、腹部痉挛、瞳孔收缩、视野模糊变暗、失禁、眩晕、颤抖等。
实验未发现治螟磷具有胚胎毒性、致畸和致癌作用的迹象。埃姆斯试验显示治螟磷只对鼠伤寒沙门氏菌（S. typhimurium）的TA1535菌株有致突变作用。对其他TA100、TA98、TA1537和TA1535四种菌株以及大、小鼠根本不具有致突变作用。
已知的两例人急性中毒案例出现胆碱酯酶活性降低的症状，两人分别花了 20 天和 28 天才恢复 。 最重要的中毒症状如下表所示：
| 接触方式 | 症状                                                                   | 急救措施                                 | 其他治疗                   |
| -------- | ---------------------------------------------------------------------- | ---------------------------------------- | -------------------------- |
| 吸入     | 皮肤发蓝发紫、抽搐、头晕、嗜睡、头痛、出汗、呼吸困难、恶心、昏迷、虚弱 | 呼吸新鲜空气和人工呼吸，并保持休息       |                            |
| 摄入     | 肠痉挛、腹泻、呕吐、意识模糊                                           | 催吐（仅对有意识者）                     | 活性炭吸附毒物，注射阿托品 |
| 入眼     | 眼部刺激、发红、瞳孔收缩、视觉模糊                                     | 大量清水冲洗，24h内可恢复视力            |                            |
| 皮肤吸收 | 接触区域发红、刺激、出汗、抽搐                                         | 先用大量清水冲洗。然后用水和肥皂清洗皮肤 |                            |